# Ortnice
Ortnice – wieś w Słowenii, w gminie Kozje. W 2018 roku liczyła 26 mieszkańców.